# Paul Rhys
Paul Rhys (Neath, 19 dicembre 1963) è un attore gallese.

## Biografia
Nato in Galles, ha studiato presso la Royal Academy of Dramatic Art.
Ha interpretato Theo Van Gogh in Vincent & Theo di Robert Altman e Sid Chaplin in Charlot di Richard Attenborough.
Ha una figlia.

## Filmografia parziale

### Cinema
- Absolute Beginners, regia di Julien Temple (1986)
- Cuor di leone (Lionheart), regia di Franklin Schaffner (1987)
- Little Dorrit, regia di Christine Edzard (1988)
- Vincent & Theo, regia di Robert Altman (1990)
- Charlot (Chaplin), regia di Richard Attenborough (1992)
- La vera storia di Jack lo squartatore - From Hell (From Hell), regia di Albert e Allen Hughes (2001)
- Hellraiser: Deader, regia di Rick Bota (2005)
- Madame Clicquot (Widow Clicquot), regia di Thomas Napper (2023)
- Napoleon, regia di Ridley Scott (2023)
- Saltburn, regia di Emerald Fennell (2023)

### Televisione
- Tumbledown, regia di Richard Eyre – film TV (1988)
- 102 Boulevard Haussmann, regia di Udayan Prasad - film TV (1990)
- Luther – serie TV, episodio 1x03 (2010)
- Being Human – serie TV, 5 episodi (2010)
- I misteri di Murdoch (Murdoch Mysteries) – serie TV, episodi 4x01-4x02-4x04 (2011)
- I Borgia (Borgia) – serie TV, 6 episodi (2013-2014)
- Da Vinci's Demons – serie TV, 4 episodi (2013-2015)
- Turn: Washington's Spies – serie TV, 3 episodi (2015-2017)
- Victoria – serie TV, 3 episodi (2016)
- Lore - Antologia dell'orrore (Lore) – serie TV, episodio 2x05 (2018)
- A Discovery of Witches - Il manoscritto delle streghe (A Discovery of Witches) – serie TV, 6 episodi (2021-2022)

## Doppiatori italiani
Nelle versioni in italiano delle opere in cui ha recitato, Paul Rhys è stato doppiato da:
- Stefano Benassi in Vincent & Theo, Victoria
- Dario Oppido in A Discovery of Witches - Il manoscritto delle streghe, Madame Clicquot
- Massimo Lodolo in Charlot - Chaplin
- Christian Iansante in Da Vinci's Demons
- Massimo De Ambrosis in Napoleon
- Mauro Gravina in Saltburn